# Municipio de Santa María Yalina
El municipio de Santa María Yalina (en zapoteco: ya 'cerro', lin 'agua', 'cerro de agua') es un municipio de 267 habitantes situado en el distrito de Villa Alta, Oaxaca, México.

## Territorio
El municipio se encuentra en una región montañosa, a las faldas del cerro Yia Lhin. Presenta alturas de 700 a 2000 m s. n. m.
El sistema hidrológico de esta zona está constituido por el arroyo Ran Yia Gahse. En el cerro de los penitentes, nace un arroyo que toma el nombre de río Progreso y que fluye al río Grande de Villa-Alta.
El clima predominante de la región es templado subhúmedo, con una temperatura máxima de 26 °C en el mes de mayo y una mínima de 10 °C en los meses de diciembre y enero, la temperatura promedio es de 16.2 °C. La precipitación pluvial media anual es de 1,565 mm.

## Demografía
En el municipio habitan 267 personas, de las cuales, 68% habla una lengua indígena. El pueblo de Santa María Yalina es la cabecera municipal y único asentamiento en el municipio.

## Cultura
Se celebran las festividades del 3 de mayo en honor a la Santa Cruz y 15 de agosto en honor a la virgen de la Asunción, con danzas como la danza de los negritos, las malinches y los huenches nenes.
Se conservan las prácticas de shin lau (tequio), trabajo comunal o el trabajo de todo el pueblo y "la gozona" que se traduce en la ayuda mutua entre familiares y compadres.
Los gastronomía del municipio incluye el caldo de res, mole negro, mole amarillo, tamales, chocolate, champurrado, mezcal y aguardiente, pan de huevo y de manteca, tepache, frijoles, nopales, chintextle, tamales de elote, chile pastor, atole de elote y memelas de frijol.